# Jörg Ludewig
Jörg Ludewig (né le 9 septembre 1975  à Halle (Westf.), en Rhénanie-du-Nord-Westphalie) est un coureur cycliste allemand.
Jörg Ludewig est passé professionnel en 1997 au sein de l'équipe Ec-Bayer. Il compte 3 victoires à son palmarès. Il prend sa retraite en 2007.

## Palmarès
- 1999
  - 1re étape du Tour de l'Avenir
- 2001
  - 1re étape du Tour de Bavière
- 2007
  - 4e étape du Tour du lac Qinghai

## Résultats sur les grands tours

### Tour de France
- 2003 : 38e
- 2004 : 55e
- 2005 : 38e

### Tour d'Espagne
- 2000 : abandon
- 2001 : 85e

### Tour d'Italie
- 2006 : 51e

## Classements mondiaux
| Année         | 2007 |
| ------------- | ---- |
| UCI Asia Tour | 46e  |